# Harold Mabern
Harold Mabern (20. března 1936 Memphis, Tennessee, USA – 19. září 2019) byl americký jazzový klavírista. Nejprve začínal na bicí, ale brzy poté přešel ke klavíru. Po ukončení střední školy se přestěhoval do Chicaga, kde začal hrát s bubeníkem Walterem Perkinsem. Roku 1959 se usadil v New Yorku, kde hrál například s Harrym „Sweets“ Edisonem, Jimmym Forrestem a Grantem Greenem. Později hrál s mnoha dalšími hudebníky a v roce 1968 vydal na značce Prestige Records své první album jako leader.